# Aglaonema philippinense
Aglaonema philippinense är en kallaväxtart som beskrevs av Adolf Engler. Aglaonema philippinense ingår i släktet Aglaonema och familjen kallaväxter.

## Underarter
Arten delas in i följande underarter:
- A. p. philippinense
- A. p. stenophyllum